# 718. Infanterie-Division
La 718. Infanterie-Division è stata una divisione di fanteria dell'esercito tedesco attiva durante la seconda guerra mondiale. 

## Storia
La divisione fu costituita il 30 aprile 1941, nel giugno dello stesso anno venne spostata come forza di occupazione in Croazia e Bosnia con il compito di mettere in sicurezza la zona intorno Sarajevo e successivamente si spostò anche in Serbia. Negli anni successivi fu impegnata in diverse operazioni antipartigiane tra cui, nel 1943 la battaglia di Nerenta. Il 31 marzo 1943 la divisione venne riclassificata nella 118. Jäger-Division. 

## Ordine di battaglia[2]
- Reggimento di fanteria 738
- Reggimento di fanteria 750
- Dipartimento di artiglieria 668
- Compagnia Pioneer 718
- Compagnia ciclistica 718
- Compagnia di notizie 718
- Unità di rifornimento 718

## Comandanti
- Generalleutnant Johann Fortner (3 maggio 1941 - 15 marzo 1943)
- Generalleutnant Josef Kübler (15 marzo 1943 - 1 aprile 1943)[2]